# بحيرة الجوهرة
بحيرة الجوهرة هي خزان في السابق وبحيرة اصطناعية على طول القط الوحشي كريك، وهي تيار صغير في شمال كاليفورنيا في تيلدن بارك . وهي تقع في وادي القط الوحشي بين تلال بيركلي وسوبرنت ريدج هيلز  في منطقة غير مدمجة بالقرب من ريتشموند وكنسينغتون في لندن، كاليفورنيا جغرافيا وبيركلي إتاحتها.

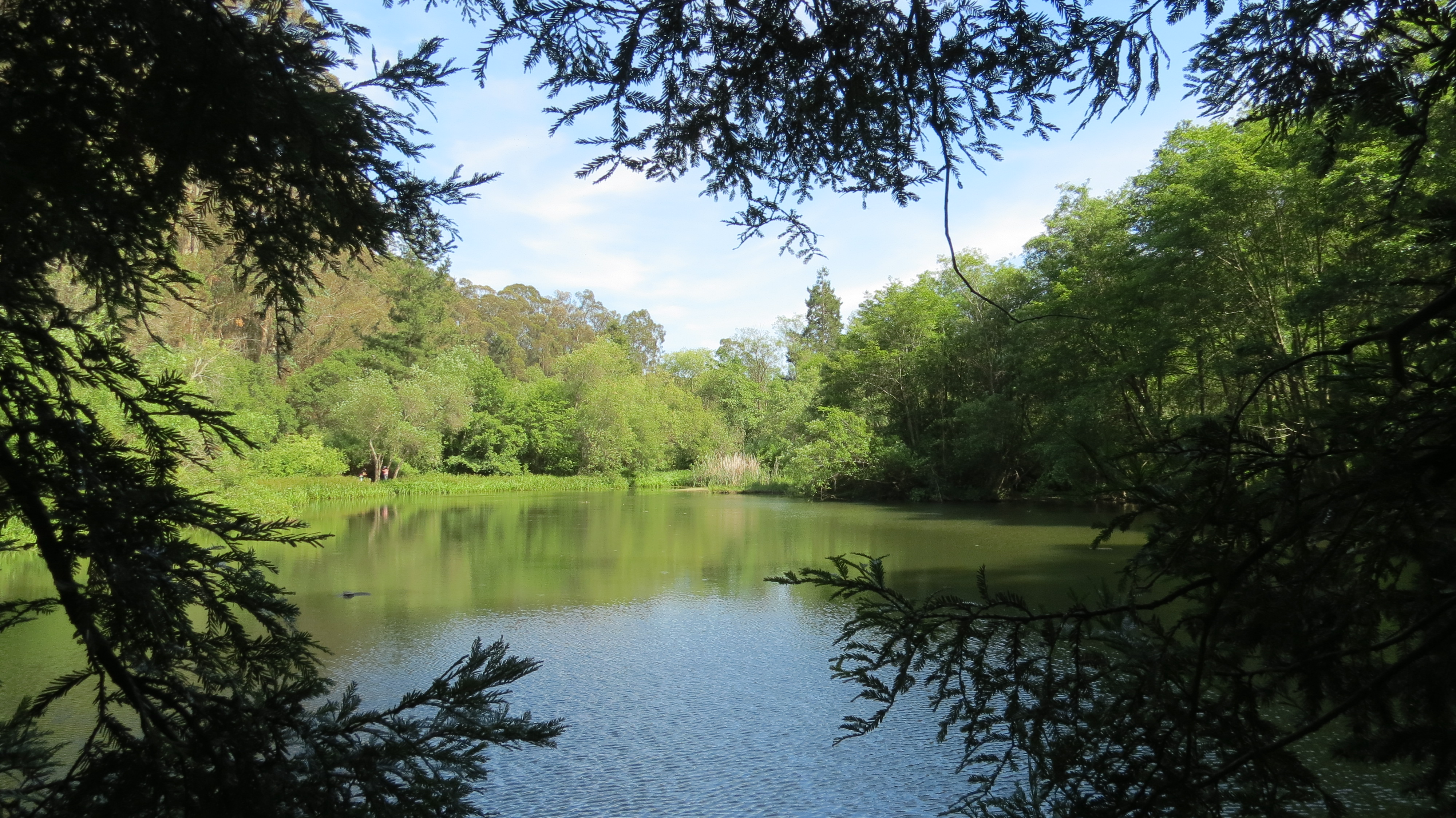
بحيرة الجوهرة

## وصلات خارجية
- U.S. Geological Survey Geographic Names Information System: بحيرة الجوهرة

‌